# 팡자잉
팡자잉(중국어: 庞佳颖, 병음: Páng Jiāyǐng, 1985년 1월 6일 ~ )은 중화인민공화국의 여성 수영 선수로 2004년, 2008년, 2012년 올림픽에 출전하였다.

## 수영 경력
그녀는 2004년 아테네 올림픽때 800m 자유형 중국 계주 팀의 일원으로서 은메달을 획득했다. 그녀는 200m 자유형 종목에서 7위를 했고 400m 자유형에서 14위를 했다.
그녀는 2008년 베이징 올림픽 여자 200m 자유형에서 동메달을 획득했다. 그녀는 여자 100m 자유형 준결승에서 1위를 했지만, 부정 출발한후 실격 처리되었다. 그 후, 세계 기록 보유자이자 세계 챔피언 리비 트리켓은 9위에서 8위로 이동했다.

## 같이 보기
- 2012년 하계 올림픽 중국 선수단